# Neomirandea
Neomirandea, rod glavočika smješten u vlastiti podtribus Neomirandeinae, dio tribusa Eupatorieae. Postoji 26 vrsta iz tropske Amerike, od Meksika do Ekvadora

## Opis
Neomirandea uključuje vrste koje su prije bile smještene u Eupatorium s.l. na temelju njihovih 5-rebrastih cipsela s papusom brojnih čekinja. Rod se uglavnom javlja u vlažnim tropskim šumskim staništima, gdje uključuje snažno bilje, grmlje i osobito epifite. Podijeljen je u dva podroda, a nekoliko dostupnih brojeva kromosoma ukazuje da su podrodovi karakterizirani različitim brojevima baza kromosoma, x=20-25 u podrodu Neomirandea i x=17 u podrodu Critoniopsis.

## Vrste
1. Neomirandea allenii R.M.King & H.Rob.
2. Neomirandea angularis (B.L.Rob.) R.M.King & H.Rob.
3. Neomirandea araliifolia (Less.) R.M.King & H.Rob.
4. Neomirandea arthrodes (B.L.Rob.) R.M.King & H.Rob.
5. Neomirandea biflora R.M.King & H.Rob.
6. Neomirandea burgeri R.M.King & H.Rob.
7. Neomirandea carnosa (Kuntze) R.M.King & H.Rob.
8. Neomirandea chiriquensis R.M.King & H.Rob.
9. Neomirandea costaricensis R.M.King & H.Rob.
10. Neomirandea croatii R.M.King & H.Rob.
11. Neomirandea cuatrecasasiana S.Díaz
12. Neomirandea eximia (B.L.Rob.) R.M.King & H.Rob.
13. Neomirandea folsomiana M.O.Dillon & D'Arcy
14. Neomirandea gracilis R.M.King & H.Rob.
15. Neomirandea guevarae R.M.King & H.Rob.
16. Neomirandea homogama (Hieron.) H.Rob. & Brettell
17. Neomirandea ovandensis R.M.King & H.Rob.
18. Neomirandea parasitica (Klatt) R.M.King & H.Rob.
19. Neomirandea pedrazorum S.Díaz & Rodr.-Cabeza
20. Neomirandea pendulissima Al.Rodr.
21. Neomirandea pithecobia (B.L.Rob.) R.M.King & H.Rob.
22. Neomirandea psoralea (B.L.Rob.) R.M.King & H.Rob.
23. Neomirandea sciaphila (B.L.Rob.) R.M.King & H.Rob.
24. Neomirandea standleyi (B.L.Rob.) R.M.King & H.Rob.
25. Neomirandea tenuipes R.M.King & H.Rob.
26. Neomirandea ternata R.M.King & H.Rob.

## Sinonimi
Nema.